# Rathaus (Immenstadt im Allgäu)

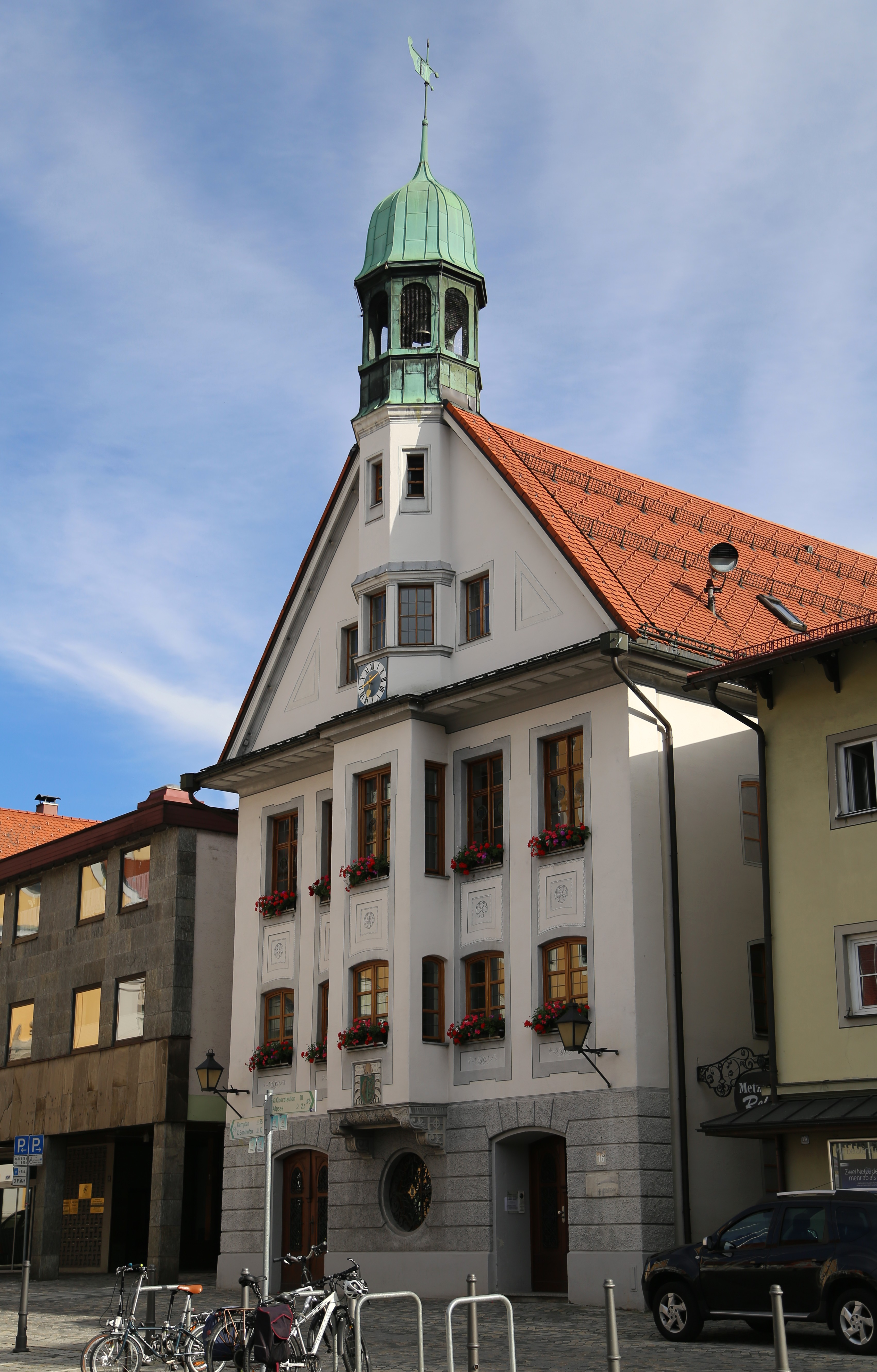
Rathaus in Immenstadt im Allgäu

Das Rathaus in Immenstadt im Allgäu, einer Stadt im schwäbischen Landkreis Oberallgäu in Bayern, wurde 1649 errichtet und 1753 verändert. Das Rathaus am Marienplatz 16 ist ein geschütztes Baudenkmal. 
Das Gebäude diente bis 1833 auch als Leinwandschau und bis 1882 auch als Kornschranne. Nach einem Brand im Jahr 1913 wurde das Rathaus wiederhergestellt.
Das dreigeschossige Giebelhaus mit Satteldach und Erker hat einen offenen sechseckigen Dachreiter mit geschwungener Haube, der von einer Wetterfahne bekrönt wird. Das Innere wurde vollständig erneuert.